# Кондакова, Надежда Васильевна
Наде́жда Васи́льевна Кондако́ва (род. 17 января 1949, Чкалов) —  советская и российская поэтесса, автор литературных переводов со славянских языков, драматург. Автор статей по русской литературе, исследователь творчества А. С. Пушкина.

## Биография
Первые публикации появились в 1967 году. В 1973 год окончила Литературный институт им. А. М. Горького.
Член Союз писателей СССР с 1977 года. Заведовала отделом поэзии в журнале «Октябрь».
Автор 11 поэтических книг.
Известный переводчик поэзии народов СССР; переводчик славянской поэзии. Автор публикаций в журналах: «Новый мир», «Юность», «Сельская молодёжь», «Октябрь», «Огонёк», «Золотой век», «День и ночь», «День поэзии», «Поэзия» и др.

## Семья
Вдова поэта Бориса Терентьевича Примерова.  Сын Фёдор Борисович Примеров (19.01.1970—12.06.2010) — писатель, автор детективного романа «Личное дело лейтенанта Романова».

### Переводы
- Ахунова, Этибор. Дороги зовут: Стихи / Этибор Ахунова; Пер. с узб. Н. Кондаковой; [Худож. С. А. Соколов]. — Москва: Сов. писатель, 1977. — 79 с. — 10000 экз.
- Добрый вестник: Стихи и поэмы / Хабиб Алиев: Пер. с даргин. Н. Кондаковой, Б. Примерова: [Худож. Э. Шагеев]. — М.: Современник, 1979. — 64 с. — 10000 экз.
- Федосеев, Иван Егорович. Берестяная лодка: Стихи / Иван Федосеев; Пер. с якут. Н. Кондаковой. — М.: Современник, 1986. — 63 с.;  — (Новинки «Современника»). — 8000 экз.

## Награды и премии
- Грант Президента РФ за культурологическое издание «Пушкинский календарь» (к 200-летию А. С. Пушкина) в соавторстве с В. В. Чепкуновым (1999)[1].
- Лауреат премии города Москвы в области литературы и искусства (2011)[2].
- Лауреат премии журнала «Дети Ра» (2013)

## Сноски
1. ↑  Распоряжение Президента РФ от 18.12.1998 N 455-рп (недоступная ссылка)
2. ↑  Указ мэра Москвы. Дата обращения: 23 марта 2013. Архивировано 4 марта 2016 года.